# Lord-lieutenant du Denbighshire
Ceci est une liste de personnes qui ont servi comme Lord Lieutenant du Denbighshire. Depuis 1733, tous les Lords lieutenant ont également été Custos Rotulorum of Denbighshire. L'office a été supprimé le 31 mars 1974 et remplacé par le Lord Lieutenant de Clwyd.

## Lord Lieutenants du Denbighshire jusqu'en 1974
- voir Lord Lieutenant du pays de Galles avant 1694
- Charles Talbot, 1er duc de Shrewsbury, 31 mai 1694 – 10 mars 1696
- Charles Gerard, 2e comte de Macclesfield, 10 mars 1696 – 5 novembre 1701
- William Stanley, 9e comte de Derby, 18 juin 1702 – 5 novembre 1702
- Hugh Cholmondeley, 1er comte de Cholmondeley, 2 décembre 1702 – 4 septembre 1713
- Other Windsor, 2e comte de Plymouth, 4 septembre 1713 – 21 octobre 1714
- Hugh Cholmondeley, 1er comte de Cholmondeley, 21 octobre 1714 – 18 janvier 1725
- George Cholmondeley, 2e comte de Cholmondeley, 7 avril 1725 – 7 mai 1733
- Robert Salusbury Cotton, 3e Baronnet, 21 juin 1733 – 27 août 1748
- Richard Myddelton, 20 août 1748 – mars 1795
- Vacant, Mars 1795 - 4 avril 1796
- Watkin Williams-Wynn, 5e baronnet, 4 avril 1796 – 6 janvier 1840
- Robert Myddelton Biddulph, 8 février 1840 – 21 March 1872
- William Cornwallis-West, 5 juin 1872 – 4 juillet 1917
- Lloyd Tyrell-Kenyon, 4e baron Kenyon, 24 janvier 1918 – 30 novembre 1927
- Watkin Williams-Wynn, 9e baronnet, 23 février 1928 – 23 novembre 1951
- John Charles Wynne-Finch, 21 novembre 1951 – 15 septembre 1966
- Owen Watkin Williams-Wynn, 10e baronnet, 15 septembre 1966 – 31 mars 1974